# Flemington (Pennsilvània)
Flemington és una població dels Estats Units a l'estat de Pennsilvània. Segons el cens del 2000 tenia 1.319 habitants.

## Demografia
Segons el cens del 2000, Flemington tenia 1.319 habitants, 588 habitatges, i 398 famílies. La densitat de població era de 1.131,7 habitants per quilòmetre quadrat.
Dels 588 habitatges en un 22,4% hi vivien nens de menys de 18 anys, en un 56,5% hi vivien parelles casades, en un 7,7% dones solteres, i en un 32,3% no eren unitats familiars. En el 27,7% dels habitatges hi vivien persones soles el 17% de les quals corresponia a persones de 65 anys o més que vivien soles. El nombre mitjà de persones vivint en cada habitatge era de 2,24 i el nombre mitjà de persones que vivien en cada família era de 2,7.
Per edats la població es repartia de la següent manera: un 18,2% tenia menys de 18 anys, un 8,1% entre 18 i 24, un 26,6% entre 25 i 44, un 24,9% de 45 a 60 i un 22,1% 65 anys o més.
L'edat mediana era de 42 anys. Per cada 100 dones de 18 o més anys hi havia 90,6 homes.
La renda mediana per habitatge era de 29.750 $ i la renda mediana per família de 36.776 $. Els homes tenien una renda mediana de 28.333 $ mentre que les dones 20.588 $. La renda per capita de la població era de 16.924 $. Entorn del 6,8% de les famílies i el 10% de la població estaven per davall del llindar de pobresa.

## Poblacions més properes
El següent diagrama mostra les poblacions més properes.